# 天秀路公園

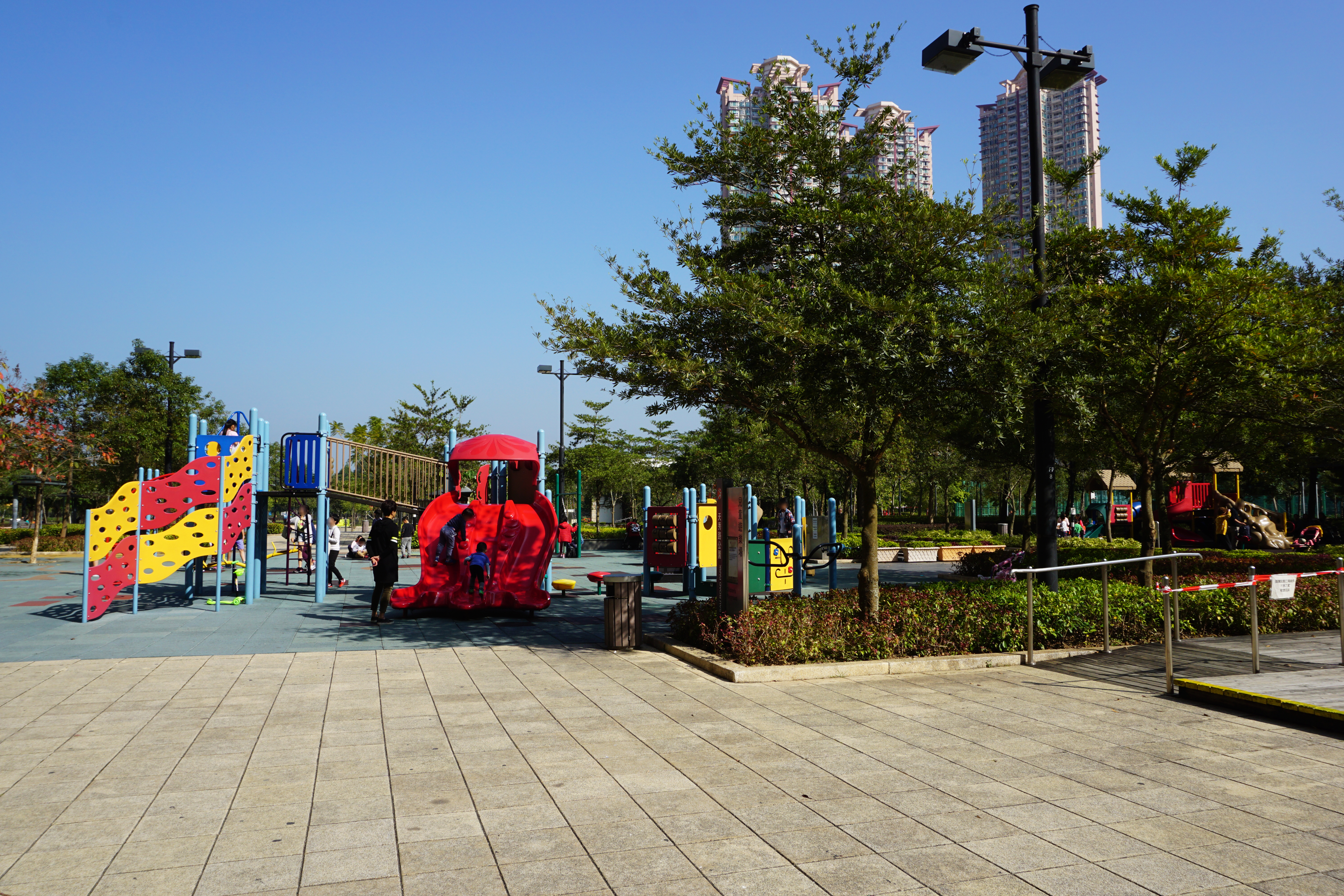
遊樂設施

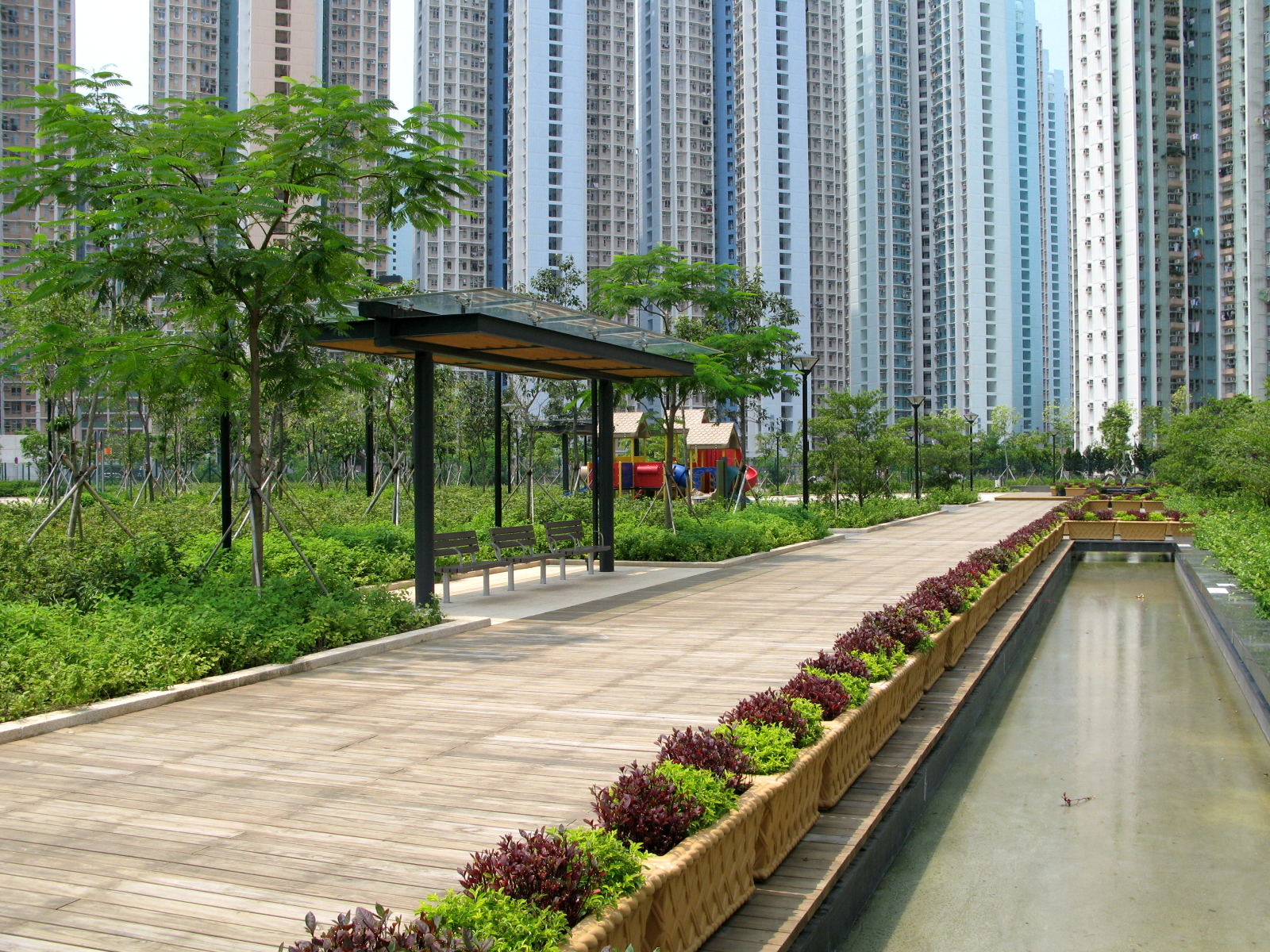
水景

天秀路公園（英語：Tin Sau Road Park）為香港的一座大型公園，位於新界元朗區天水圍新市鎮天秀路，佔地3.98公頃，於2008年12月全面開放，是天水圍北的重要社區設施，另外天幕街市也在這裏設立。

## 設施
- 天幕街市
- 七人足球場
- 籃球場
- 排球場
- 緩跑徑
- 健身站
- 長者健身站
- 卵石路步行徑
- 兒童遊樂場
- 活動廣場
- 兒童藝術廊
- 水景
- 涼亭[4]

## 圖集

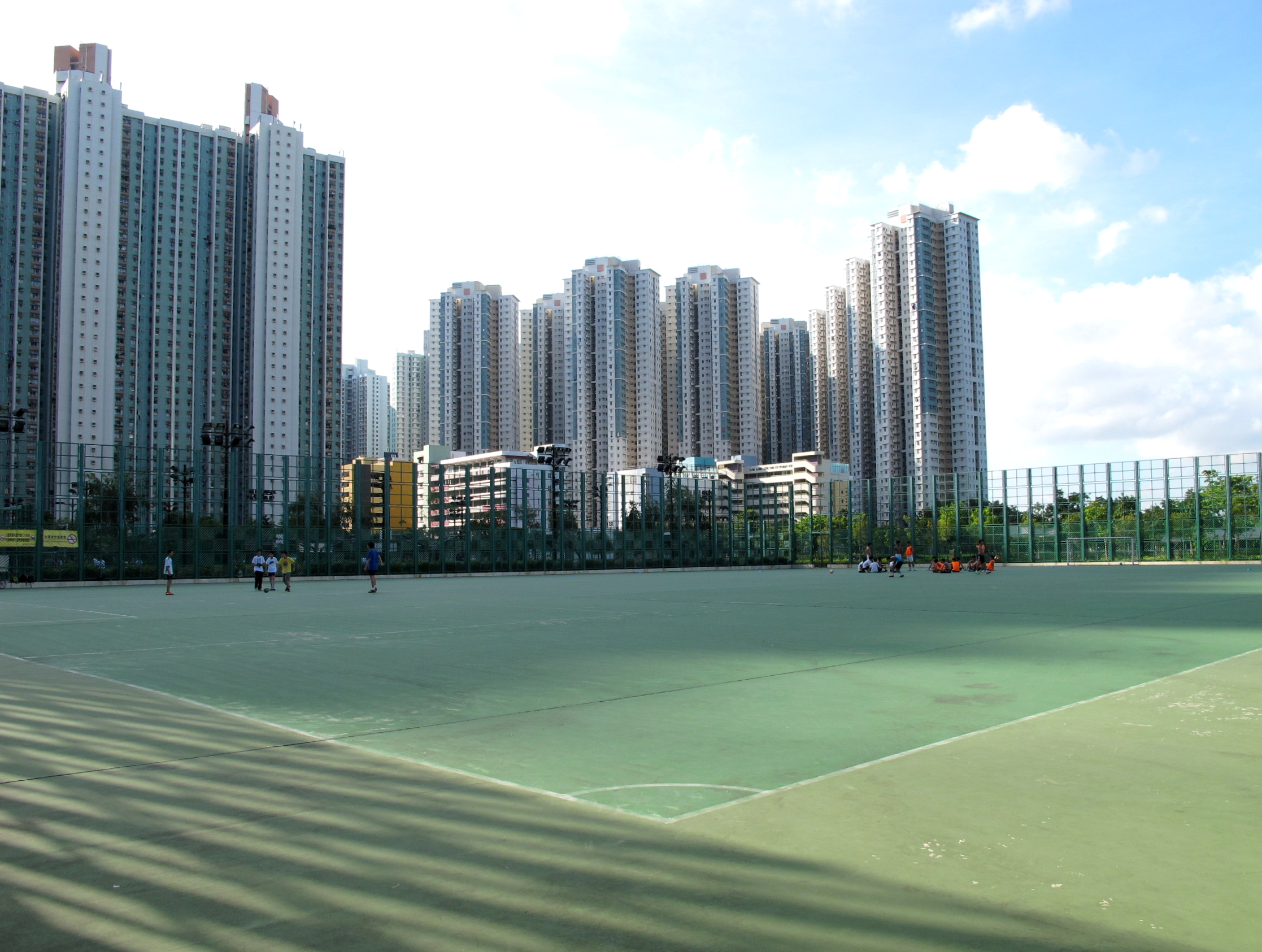
七人足球場
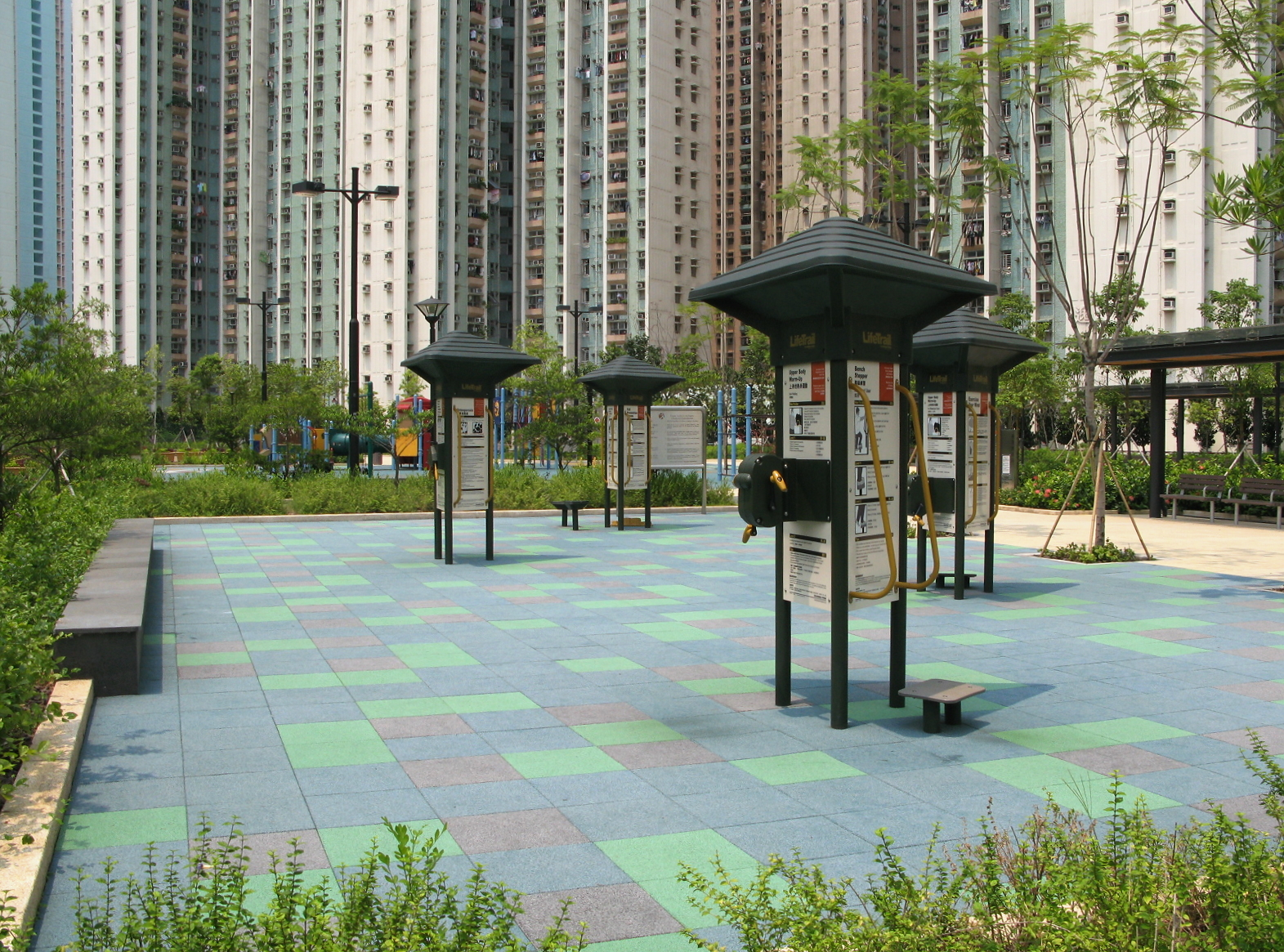
長者健身站
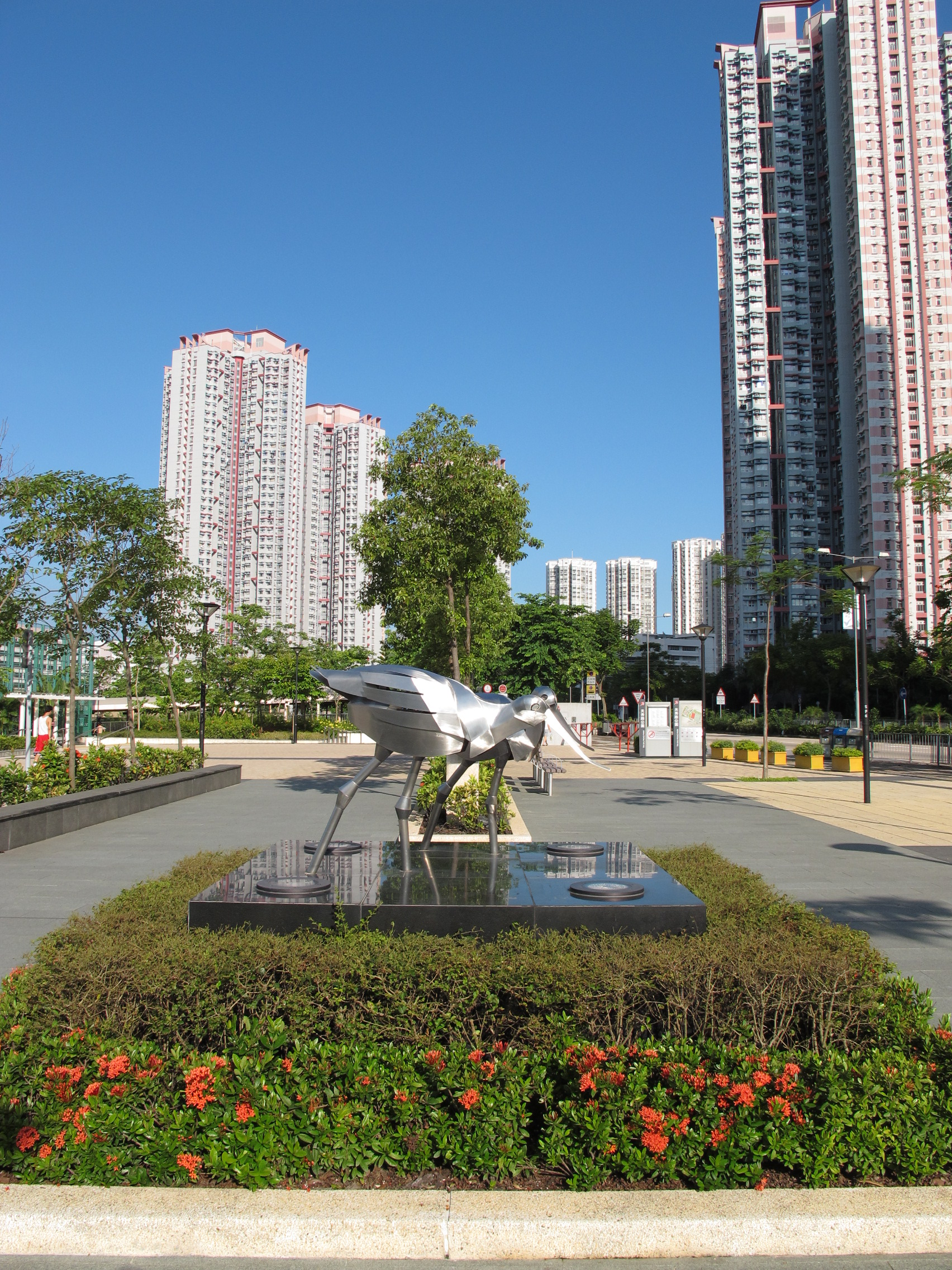
藝術廊

## 毗鄰
- 天秀路8號
- 天晴邨
- 天富苑
- 天逸邨
- 天秀墟
- 天秀路社區園圃
- 香港濕地公園
- 慧景軒